# SUBE card
Sistema Único de Boleto Electrónico (SUBE), платёжная карточная система, которая позволяет переводить средства с карты для оплаты: в метро и железнодорожном транспорте, в общественном транспорте Буэнос-Айреса (AMBA). Карта похожа на аналогичные карты, используемые в городах большой концентрации населения. В Аргентине: Росарио, Кордова, Санта-Фе, Мар-дель-Плата и Байя-Бланка, и остального мира, включая Лондон, Париж, Мадрид, Гонконг, Сеул, Сан-Паулу, Сантьяго-де-Чили, Монтевидео и Асунсьоне.

## Создание и реализация
Распределение карт изначально было свободным, нужно было только заполнить форму и представить документ для подтверждения личности заявителя, для чего началась маркетинговая кампания и были созданы центры по продаже карт.
С 3 марта 2012 года, карты стоят $ 15. В случае потери, стоимость 20,00 $ и замена $ 17.
Получив карту, пользователь должен положить средства на карту, в любом из центров обслуживания карт, сумма от $ 2 до $ 100.
Правительство Аргентины определило начало реализации карт с 30 ноября 2011 года. Они предусматривают, что с 1 декабря 2011 года все виды городского и пригородного транспорта будут оснащены валидаторами для использования карт. Также правительством было постановлено, что начиная с этой даты будут применяться резолюции 811 о Национальной комиссии по регулированию транспорта (НСТС).

## Сеть обслуживания
Она известна как сеть Sube для различных видов транспорта, которые имеют валидаторы для карты. Учитывая многообразие городского транспорта в Большом Буэнос-Айресе, процесс расширения сети продолжается.

### Пригородный железнодорожный транспорт
- Línea Belgrano Norte

- Línea Belgrano Sur

- Línea Roca

- Línea Urquiza

- Línea San Martín

- Línea Mitre

- Línea Sarmiento

### Метро
Линии метро Буэнос-Айреса:
- Линия
- Линия
- Линия
- Линия
- Линия
- Линия

### Автобусы
Линии автобусов
1, 2, 4, 5, 6, 7, 8, 9, 10, 12, 15, 17, 19, 20, 21, 22, 23, 24, 25, 26, 28, 29, 32, 33, 34, 36, 37, 39, 41, 42, 44, 45, 46, 47, 49, 50, 51, 53, 55, 56, 57, 59, 60, 61, 62, 63, 64, 65, 67, 68, 70, 71, 74, 75, 76, 78, 79, 80, 84, 85, 86, 87, 88, 91, 92, 93, 95, 96, 97, 98, 99, 100, 101, 102, 103, 104, 105, 106, 107, 108, 109, 110, 111, 112, 113, 114, 115, 117, 118, 123, 124, 126, 127, 128, 129, 130, 132, 133, 134, 135, 136, 140, 141, 143, 146, 148, 150, 151, 152, 153, 154, 158, 159, 160, 161, 163, 165, 166, 168, 169, 172, 174, 175, 176, 177, 178, 179, 180, 181, 182, 184, 185, 188, 193, 194 и 195.